# John Stevens Bowen
Pour les articles homonymes, voir Bowen.
John Stevens Bowen (30 octobre 1830 - 13 juillet 1863) est un officier de carrière de l'armée des États-Unis qui deviendra plus tard un général de l'armée de la Confédération et commandant sur le théâtre occidental de la guerre de Sécession. Il combat lors des batailles de Shiloh, Corinth, et de la campagne de Vicksburg. Il a été souvent dit qu'il est mort au moment où ses compétences commençaient à attirer l'attention.

## Biographie

### Avant la guerre
Bowen naît à Bowen's Creek, Géorgie. Il suit ses études à l'Université de Géorgie à Athens (UGA) au début des années 1840 où il est un membre de la fraternité Phi Kappa Literary Society (en), mais abandonne avant d'avoir obtenu son diplôme. Plus tard, il entre à l'académie militaire de West Point en 1848, mais est suspendu en mars 1851 pendant une année. Il est diplômé 13e sur les 52 cadets de la promotion 1853. Parmi ses camarades se trouvent les futurs généraux confédérés Henry Brevard Davidson (en), John Bell Hood, et John R. Chambliss, Jr. (en).
Il est ensuite nommé brevet second lieutenant dans l'U.S. Regiment of Mounted Rifles. Il est d'abord affecté à l'école de cavalerie de l'armée à Carlisle, Pennsylvanie jusqu'en 1855, où il est transféré à Jefferson Barracks à St. Louis, Missouri ; pendant qu'il se trouve à St. Louis, il rencontre et se marie avec Mary Kennerly. Il devient finalement adjudant du U.S. 2nd Cavalry Regiment ; au début de 1855, il est réaffecté au fort McIntosh (Texas) (en). Pendant qu'il se trouve là bas, il décide de démissionner en raison de la solitude et déménage en Géorgie, devenant architecte. Il devient lieutenant colonel dans la milice de Géorgie, mais déménage dans le Missouri en 1857. Là bas, il entre dans le service actif de la milice des volontaires du Missouri (MVM). En 1861, il est promu lieutenant colonel commandant le bataillon du sud-ouest de la MVM, patrouillant sur la frontière occidentale du Missouri contre les raids des bandes armées du Kansas, les Jayhawkers.

### Guerre de Sécession
Au début mai 1861, Bowen est envoyé à St. Louis où il prend le commandement du nouveau 2d Regiment MVM, largement composé de membres pro-sécessionnistes de l'organisation paramilitaire Minutemen (en). Pendant qu'il est le colonel du 2nd regiment du MVM et chef d'état-major du brigadier général Daniel M. Frost (en) le 10 mai 1861, Bowen est capturé à Camp Jackson (en) par le brigadier général de l'armée de l'Union Nathaniel Lyon. Alors qu'il attend d'être échangé, il reçoit une commission de colonel dans l'armée de la Confédération le 11 juin 1861. Après son arrivée à Memphis, Tennessee il met en place le recrutement et l'organisation du 1st Missouri Infantry. Il est formellement échangé le 1er novembre 1861 et devient commandant de brigade, servant à Columbus, Kentucky, sous les ordres du major général Leonidas Polk.
Bowen est promu brigadier général le 14 mars 1862, et sa brigade est affectée au corps de réserve du major général John C. Breckinridge de l'armée du Mississippi. Il se distingue personnellement au commandement de sa brigade lors de la bataille de Shiloh, où il est sévèrement blessé par un obus d'artillerie. Après avoir recouvré la santé, il prend le commandement d'une brigade de la division de Mansfield Lovell de l'armée du Tennessee occidental et prend part à la seconde bataille de Corinth. Le premier jour, la brigade de Bowen aide à submerger les positions initiales de l'Union mais Lovell refuse les demandes répétées de Bowen pour lancer d'autres attaques. Le jour suivant, Bowen avance sa brigade à portée de vue des fortifications de l'Union mais ne parvient pas à prendre les lignes de l'Union en raison d'un barrage d'artillerie et des ordres de Lovell de ne pas avancer plus en avant. Pendant la retraite confédérée de Corinth, sa brigade sert dans l'arrière garde et repousse une partie de l'armée de l'Union le long de la rivière Tuscumbia (en) pendant une journée entière. Une fois que l'armée a atteint Ripley, Mississippi, Bowen met en cause son commandant d'armée Earl Van Dorn pour avoir échoué à réaliser une reconnaissance convenable des positions de l'Union avant la bataille, « mettant en marche les troupes de manière hâtive et désordonnée », échouant à attaquer tôt le second jour, et délaissant les blessés. La cour martiale disculpe Van Dorn de toutes les charges.
Van Dorn est relevé de son commandement en décembre 1862 et John C. Pemberton le remplace au commandement de la garnison de Vicksburg, Mississippi. Bowen est affecté à la fortification du poste de Grand Gulf (en) avec une brigade d'infanterie. Pendant les semaines suivantes, il construit des batteries navales le long de la rivière. Après être convaincu que Grant débarquera près de Grand Gulf, il requiert à plusieurs reprises auprès de Pemberton du ravitaillement supplémentaire et des hommes mais chaque demande est refusée. À la bataille de Port Gibson, Bowen, bien qu'en infériorité flagrante, réussit à retarder l'armée du Tennessee d'Ulysses S. Grant pratiquement une journée entière et mène personnellement deux contre-attaques. Pour son attitude lors cette bataille, il est promu major général le 25 mai 1863, bien que se nomination ne soit jamais approuvée par le Congrès confédéré. Malgré des demandes de renforts, Pemberton et le général Joseph E. Johnston ne parviennent pas à réagir rapidement et Grant est capable de reprendre sa progression à l'intérieur du Mississippi. Après avoir fait la jonction avec le reste de l'armée de Pemberton, Bowen reçoit le commandement d'une division. Il combat ensuite à la bataille de Champion Hill, où une contre-attaque de sa division coupe pratiquement en deux l'armée de Grant. Quand le reste de l'armée échoue à soutenir son attaque, Bowen est forcé de retraiter. Après la bataille, Pemberton retraite vers Vicksburg et il ordonne à Bowen de couvrir la retraite. Il subit une défaite à la bataille de Big Black River Bridge sur la rivière Big Black. Il prend part à la défense finale de Vicksburg, aidant à défaire les assauts de l'Union, mais tombe malade de dysenterie pendant le siège. Au début du siège, Bowen essaie de négocier la reddition avec Grant, un ami d'avant guerre, mais il essuie un refus ; il aide à faciliter les négociations qui aboutissent à la reddition le 4 juillet 1863. Après avoir été libéré sur parole, il meurt de dysenterie près d'Edwards (Mississippi).
Il est d'abord enterré près du lieu de sa mort au Mississippi mais son corps est transféré dans le cimetière de l'armée des États confédérés à Vicksburg. À la suite de sa mort, il est encensé comme étant un est meilleurs généraux du théâtre occidental et est décrit par un biographe comme étant le véritable « Stonewall de l'ouest ». D'autres contemporains pensent aussi que Bowen « n'avait alors pas d'égal comme major général dans l'armée confédérée ». Une tentative après la guerre d'ériger un monument à la mémoire de Bowen échoue parce que la levée de fonds nécessaire a été insuffisante.

## Promotions
- Capitaine (Missouri State Guard), 1er mars 1861[12]
- Lieutenant colonel, 15 avril 1861
- Colonel, 11 juin 1861
- Brigadier général, 14 mars 1862
- Major général, 25 mai 1863